# 蓋勒拜勒凱比爾區

36°14′48.9″N 3°24′34.8″E / 36.246917°N 3.409667°E
蓋勒拜勒凱比爾區（阿拉伯语：‎），是阿爾及利亞的行政區，位於該國北部，由麥迪亞省負責管轄，首府設於蓋勒拜勒凱比爾，面積256平方公里，2008年人口32,579，人口密度每平方公里127人。